# Archieparchie Addis Abeba
Archieparchie Addis Abeba je archieparchie etiopské katolické církve, nacházející se v Etiopii.

## Území
Archieparchie zahrnuje město Addis Abeba a regiony Amharsko, Afarsko, Beningšangul-Gumuz a Oromie.
Arcibiskupským sídlem je město Addis Abeba, kde se také nachází hlavní chrám katedrála Narození Panny Marie.
Rozděluje se do 23 farností. K roku 2015 měla 10 302 věřících, 17 eparchiálních kněží, 140 řeholních kněží, 155 řeholníků a 275 řeholnic.

### Církevní provincie
Církevní provincie Addis Abeba byla založena roku 1961, zahrnuje 3 sufragánny:
- eparchie Adigrat
- eparchie Bahir Dar–Dessie
- eparchie Emdeber

## Historie
Roku 1839 byla z části území apoštolského vikariátu Sýrie, Egypt, Arábie a Kypr vytvořena apoštolská prefektura Abyssinia.
Dne 4. května 1846 byl z části jejího území vytvořen apoštolský vikariát Galla.
Roku 1847 byla prefektura povýšena na apoštolský vikariát.
Dne 25. března 1937 byl vikariát bulou Quo in Aethiopia papeže Pia XI. přejmenován na Addis Abeba a z části jejího území byla vytvořena apoštolská prefektura Dessié a apoštolská prefektura Gondar.
Dne 31. října 1951 byl vikariát bulou Paterna semper papeže Pia XII. prohlášen apoštolským exarchátem Addis Abeba, pro věřícíc etiopského ritu. ve stejný den získala území z potlačené apoštolské prefektury Dessié, apoštolské prefektury Endeber a prefektury Gondar.
Dne 20. února 1961 byl exarchát bulou Quod Venerabiles papeže Jana XXIII. povýšen na metropolitní archieparchii.
Dne 25. listopadu 2003 byla z části jejího území vyttvořena eparchie Emdeber.
Dne 19. ledna 2015 byla z části jejího území vyttvořena eparchie Bahir Dar–Dessie.

## Seznam prefektů, vikářů, exarchů a arcibiskupů
- Svatý Giustino de Jacobis, C.M. (1839–1860)
- Lorenzo Biancheri, C.M. (1860–1864)
- Louis Bel, C.M. (1865–1868)
- Carlo Delmonte, C.M. (1869–1869)
- Jean-Marcel Touvier, C.M. (1869–1888)
- Jean-Jacques Crouzet, C.M. (1886–1896)
- Giovanni Maria Emilio Castellani, O.F.M. (1937–1945)
- Hailé Mariam Cahsai (1951–1961)
- Asrate Mariam Yemmeru (1961–1977)
- Paulos Tzadua (1977–1998)
- Berhaneyesus Demerew Souraphiel, C.M. (od roku 1999)